# Negros
Negros – filipińska wyspa w środkowej części kraju. Położona między wyspą Panay na północnym zachodzie a Cebu na wschodzie. Oblewana przez Morze Sulu na południowym zachodzie, Morze Bohol na południowym wschodzie i Morze Visayan na północy.
Powierzchnia 13,3 tys. km², aktywna sejsmicznie, kilka czynnych wulkanów, najwyższy Canlaon 2435 m n.p.m. Ok. 4,2 miliona mieszkańców.
Klimat równikowy wilgotny. Rozwinięte rolnictwo, dzięki żyznym glebom wulkanicznym. Uprawia się kukurydzę, ryż, trzcinę cukrową, palmę kokosową. Rozwinięte także rybołówstwo i górnictwo. Wydobywa się węgiel brunatny i rudy miedzi. Głównym miastem jest Bacolod.
Występuje tu wiele zagrożonych wyginięciem gatunków zwierząt, np. makak krabożerny, sambar kropkowany czy świnia wisajska. Żyją w wilgotnym lesie równikowym, stale zmniejszającym się.

## Republika Negros
3 listopada 1898 na Negros wybuchła rewolta przeciwko panowaniu hiszpańskiemu. 6 listopada oddziały hiszpańskie skapitulowały i rebelianci przejęli władzę nad wyspą. 27 listopada Negros zostało ogłoszone republiką. 30 kwietnia 1899 podpisano układ stowarzyszeniowy z USA. W 1901 Negros, podobnie jak całe Filipiny, stało się kolonią amerykańską.
Prezydenci Republiki Negros
- Aniceto Lacson (5 listopada 1898 – 22 lipca 1899; do 27 listopada 1898 tylko na zachodnim Nagros)
- Demetrio Larena (22 listopada – 27 listopada 1898, tylko na wschodnim Negros)
- José Luzuriaga (22 lipca – 6 listopada 1899)
- Melecio Severino (gubernator) (6 listopada 1899 – 30 kwietnia 1901)